# Antonina Krivošapka
Antonina Viktorovna Krivošapka (rusko Антонина Владимировна Кривошапка), ruska atletinja, * 21. julij 1987, Rostov na Donu, Sovjetska zveza.
Nastopila je na poletnih olimpijskih igrah leta 2012 ter osvojila srebrno medaljo v štafeti 4x400 m, ki so ji jo zaradi dopinga odvzeli, kot tudi štiri medalje na svetovnih prvenstvih. Ostaja ji bronasta medalja v teku na 400 m leta 2009, na evropskih prvenstvih naslov prvakinje v štafeti 4x400 in bronasta medalja v teku na 400 m m leta 2010, na evropskih dvoranskih prvenstvih pa naslova prvakinje v teku na 400 m in štafeti 4x400 m leta 2009.